# Peter Wildeblood
Peter Wildeblood (* 19. Mai 1923 in Alassio, Ligurien; † 14. November 1999 in Victoria, British Columbia) war ein britisch-kanadischer Journalist, Schriftsteller, Filmschaffender und LGBT-Aktivist.

## Frühe Jahre
Wildebloods Vater war ein Ingenieur in Indien und seine Mutter die Tochter eines Schaffarmers in Argentinien. Die Familie zog 1926 nach London, als Wildeblood drei Jahre alt war. Wildeblood wuchs in Ashdown Forest, Sussex, auf, wo er ein starkes Interesse an der Natur entwickelte.
Wildeblood besuchte das Radley College, eine öffentliche Schule in der Nähe von Oxford. Mit 18 Jahren ging er an das Trinity College in Oxford, verließ dieses nach kurzer Zeit aber wieder aufgrund einer Erkrankung und innerer Unzufriedenheit. Nach dem Abbruch des Studiums begann Wildeblood eine Ausbildung als Flugbegleiter in der Royal Air Force. Hierzu flog er unter anderem in das damalige Rhodesien (heutiges Simbabwe), um dort an einem Flugtraining teilzunehmen. Zu dieser Zeit begann sein Interesse an der Meteorologie. Während des Zweiten Weltkrieges hatte er kurze Beziehungen zu Frauen, die für ihn unbefriedigend verliefen. Zu jener Zeit hatte Wildeblood sein inneres Coming Out. Im November 1945 kehrte Wildeblood an das Trinity College in Oxford zurück, wo er das Studium fortsetzte. Die Wochenenden verbrachte er in London, wo er viele schwule Freunde gewann. Mit 24 Jahren schaffte Wildeblood seinen Studienabschluss in Oxford.

## Berufsleben
Wildeblood fand es anfangs schwierig, eine Anstellung zu finden, und er begann, freischaffend zu schreiben. Er verkaufte Artikel an die Vogue, einen an Printer's Pie und zwei an Punch. Danach schrieb er das Stück Primrose and the Peanuts, das von den Verhältnissen in Rhodesien handelt. Das Stück erschien am Playhouse Theatre und lief am Bedford Theatre in Camden Town. Entgegen guter Rezensionen schaffte es das Stück aber nicht, am West End in London zu erscheinen. Des Weiteren adaptierte Wildeblood gemeinsam mit Kenneth Tynan das Stück Cold Comfort Farm für das Haymarket Theatre.
Wildeblood begann danach als Reporter für den Daily Mail. Nach einiger Zeit schaffte ein Artikel es auf die Frontseite der Zeitung. In den folgenden fünf Jahren stieg Wildeblood beruflich an dieser Zeitung auf. Er wurde Buckingham Palace Reporter, Kolumnist der Krönung britischer Monarchen, Korrespondent des Festival of Britain. Wildeblood berichtete in der Zeitung über das Gerichtsverfahren gegen Derek Bentley, befragte als Reporter Tallulah Bankhead und stieg im August 1953 zum  acting diplomatic Korrespondenten der Daily Mail auf.

## Gesellschaftliche Kontroverse und Gefängnis
Wildeblood lernte zu dieser Zeit den drei Jahre jüngeren Edward Montagu (auch bekannt als Lord Montagu of Beaulieu) kennen. Des Weiteren freundete er sich mit dem 23-jährigen Eddie McNally an, der bei der Royal Air Force als Korporal in einem Militärkrankenhaus in Ely, Cambridgeshire, arbeitete. Im Sommer 1952 arrangierte das Paar einen gemeinsamen Urlaub mit Edward Montagu in dessen Strandhütte in Dorset. John Reynolds, der ebenso bei der britischen Luftwaffe tätig und ein Bekannter von Eddie McNally war, schloss sich dem Urlaub in Dorset an. Dieser gemeinsame Urlaub wurde das Thema des Gerichtsverfahrens Montagu/Pitt-Rivers/Wildeblood im Jahre 1954.
Am Sonntag, dem 9. Januar 1954, wurde Wildeblood in seinem Haus in Canonbury, Islington, verhaftet und seine Wohnung durchsucht. Er wurde beschuldigt, gemeinschaftlich mit Edward Montagu und Michael Pitt-Rivers mit Eddie McNally und John Reynolds sittenwidrige Handlungen begangen zu haben. Der Vorfall wurde publik und füllte bereits am Tag nach der Verhaftung und in der Folgezeit die Schlagzeilen in den britischen Tageszeitungen. Eddie McNally und John Reynolds wurden Zeugen für die Anklage im Gerichtsprozess. Kenneth Tynan hinterlegte die Kaution für Wildeblood.
Das Gerichtsverfahren begann im März 1954. Wildeblood wurde in diesem Gerichtsverfahren einer der ersten Männer in Großbritannien, der seine Homosexualität öffentlich bekannt gab. Am 24. März 1954 wurde er für schuldig befunden und für 18 Monate in ein Gefängnis geschickt. Zunächst war er im Gefängnis in Winchester, wurde aber nach fünf Wochen in ein Gefängnis nach Wormwood Scrubs in London überstellt. Die Gefängniszeit war für Wildeblood schrecklich. Während dieser Zeit besuchte ihn unter anderem Frank Pakenham, 7. Earl of Longford (später bekannt als Lord Longford). Nach 12 Monaten Haftverbüßung wurde Wildeblood im März 1955 vorzeitig entlassen. Frank Pakenham, seine Tochter Antonia Fraser und Patrick Thursfield, ein loyaler Studienfreund von Wildeblood, holten Wildeblood am Gefängnistor ab.
Nach seiner Haftentlassung begann Wildeblood, intensiv als LGBT-Aktivist zu arbeiten. Er begann eine Kampagne zur Reform des britischen Sexualstrafrechts und konfrontierte das House of Lords und den Wolfenden Report mit der Wahrheit.

## Nach der Gefängniszeit
Wildeblood schrieb über die Hintergründe und den Ablauf der Ereignisse 1955 ein Buch mit dem Titel Against the Law. Zu den drei Hauptaspekten des Buchs gehört, dass erstens homosexuelle Handlungen zwischen Erwachsenen in privater Umgebung nicht strafbar seien, zweitens würde das Gefängnis homosexuelle Handlungen nur fördern, und drittens fehle in den Gefängnissen, wie dem in Wormwood Scrubs, die Möglichkeit zur Rehabilitation.
Wildeblood kaufte einen kleinen Club mit alkoholischem Getränkeausschank in der Berwick Street im Londoner Stadtteil Soho, der eine Mischung von Menschentypen aus verschiedenen Gesellschaftsschichten anzog. Bei seinen Beobachtungen im Club sammelte er Material für eine fiktionale „Autobiografie“ über den Club. Das spätere Buch erhielt den Titel A Way of Life.
Sein weiterer Roman West End People wurde als Musical mit dem Titel The Crooked Mile in Cambridge produziert und wurde sehr erfolgreich im West End, als es am Cambridge Theatre in London erstmals am 19. September 1959 aufgeführt wurde. Die Musik zum Musical stammte von Peter Greenwell, und die Schauspieler Elisabeth Welch und Millicent Martin spielten in dem Musical mit.
In einer weiteren Zusammenarbeit mit Greenwell entstand 1963 The House of Cards. Das Stück wurde weniger gut vom Publikum angenommen, aber wurde von Andrew Lloyd Webber sehr geschätzt.
In einer dritten Zusammenarbeit zwischen Wildeblood und Greenwell entstand das Musical The People's Jack, das auf dem Leben von John Wilkes basierte. 1969 wurde das Musical im Fernsehen verfilmt.
Da Wildeblood nicht erwartete, wieder als Zeitungsjournalist erfolgreich zu arbeiten, schrieb er weitere Romane, Bühnenstücke und Fernsehstücke. 1969 schloss er sich der Belegschaft von Granada Television an und begann als Fernsehproduzent zu arbeiten. In den frühen 1970ern nahm er ein berufliches Angebot der Canadian Broadcasting Corporation an und verließ England. Er zog nach Toronto und nahm die kanadische Staatsbürgerschaft an. In den folgenden 16 Jahren schrieb und produzierte er eine Anzahl von erfolgreichen Serien.
Als er seine berufliche Karriere beendete, zog er in ein Haus in Victoria, British Columbia, von wo er einen Blick über die Juan de Fuca Straights zu den Olympic Mountains über Seattle hatte. Hier konnte er die Naturverbundenheit seiner Kindheit nochmals genießen. Im Juni 1994 hatte Wildeblood einen Schlaganfall, wodurch er seine Sprachfähigkeit verlor und an Tetraplegie litt. Er lernte, über Computer zu kommunizieren, indem er sein Kinn entsprechende Bewegungen ausführen ließ. Wildeblood verstarb im Alter von 76 Jahren. Kurz nach seinem Tod wurde das Buch Against the Law im Jahr 2000 mit einer Einleitung des Journalisten Matthew Parris erneut publiziert.

## Werke
- Primrose and the Peanuts, 1946, Theaterstück
- Against the Law, 1955, London: Weidenfeld und Nicolson, 189 Seiten
- A Way of Life, 1956, London: Weidenfeld and Nicolson, 191 Seiten
- The Main Chance, 1957, Roman
- West End People, 1958, Roman
- The Crooked Mile, 1959, eine musikalische Geschichte (Musik von Peter Greenwell)
- The Younger Generation, 1961, als Fernsehproduzent für 11 Stücke
- The House of Cards, 1963 (Musik von Peter Greenwell)
- The People's Jack (Musik von Peter Greenwell)
- The Duke Ellington Show, 1963, als Fernsehproduzent
- Victoria Regina, 1964, als Fernsehproduzent
- It Only Seems Like Yesterday, 1965, als Fernsehproduzent
- Six Shades of Black, 1965, als Schreiber für das Fernsehen und Fernsehproduzent
- Blackmail, 1966, als Fernsehproduzent
- Rogues' Gallery, 1968-9, als Fernsehproduzent
- Conception of Murder, 1970, als Fernsehproduzent
- Stables Theatre, 1970, als Schreiber für das Fernsehen von The People's Jack
- Confession, 1970, als Schreiber für das Fernsehen von Death of a Ladies' Man
- Victorian Scandals, 1976, als Fernsehproduzent
- Tales of the Klondike, 1983, als Schreiber für das Fernsehen